# Al aire libre (Bartók)
Al aire libre (en húngaro: Szabadban), Sz. 81, BB 89, es un ciclo de cinco piezas para piano solo compuestas por el compositor húngaro Béla Bartók en el año 1926. Es una de las pocas piezas del compositor que llevan un título programático.

## Composición
Después de la Primera Guerra Mundial (1914-1918), Bartók no pudo seguir con sus estudios de música folclórica fuera de Hungría. De esta manera, perfeccionó un estilo propio que fusionó con sus conocimiento de música folclórica, para dar lugar a composiciones más académicas. 1926 fue un año en el que Bartók tuvo una gran actividad compositiva, especialmente centrada en el piano: junto con Al aire libre, se encuentran su Sonata para piano, su primer concierto para piano y Nueve piezas cortas. Este impulso surgió después de haber asistido a una interpretación que se hizo el 15 de marzo de 1926 en Budapest del concierto para piano e instrumentos de viento del compositor ruso Igor Stravinsky. En efecto, es por la influencia de esta obra que Al aire libre y las otras composiciones para piano de Béla Bartók de 1926 presentan el uso del piano como un instrumento de percusión.
Otra influencia de esta composición parece ser el estudio y la edición de piezas barrocas que realizó el compositor hacia la década de 1920.
Dedicó la pieza a su segundo esposa, Ditta Pásztory-Bartók, con quien se había casado recientemente en 1923, y con quien acababa de tener un hijo en 1924.

## Análisis
Al aire libre se conforma de las siguientes cinco piezas:
1. Percusión y gaitas - pesante
2. Barcarolla - andante
3. Musettes - moderato
4. Música nocturna - lento, pìu andante
5. Persecución - presto

### Relación entre las piezas
A pesar de que mucha gente la cataloga como una suite, Bartók no solía tocar las piezas en conjunto. Estrenó sólo la primera, la cuarta y la quinta en una radio húngara, y generalmente tocaba la cuarta por separado. En su primera edición, Al aire libre se había publicado en dos volúmenes distintos: el primero contenía a las primeras tres piezas, y el segundo, a las otras dos.